# Evil Stig
Albums de Joan Jett et The Gits
Pure and Simple
(1994) 1979
(1995)
Evil Stig est le dixième album de Joan Jett avec The Gits sorti en 1995. Lu à l'envers, Evil Stig donne Gits Live, ce qui correspondrait littéralement à "Long Live Gits" ("vive les Gits"). On retrouve sur cet album deux titres, Activity Grrrl et You Got A Problem, déjà présents sur l'album précédent.

## Liste des chansons
| No  | Titre                   | Durée |
| --- | ----------------------- | ----- |
| 1.  | Sign of the Crab        |       |
| 2.  | Bob                     |       |
| 3.  | Drinking Song           |       |
| 4.  | Spear and Magic Helmet  |       |
| 5.  | Last to Know            |       |
| 6.  | Guilt Within Your Head  |       |
| 7.  | Whirlwind               |       |
| 8.  | Another Shot of Whiskey |       |
| 9.  | Second Skin             |       |
| 10. | Activity Grrrl          |       |
| 11. | You Got a Problem       |       |
| 12. | Crimson & Clover        |       |
| 13. | Drunks                  |       |